# Matty Kennedy
Matthew Kennedy (Belfast, Irlanda del Norte, Reino Unido, 1 de noviembre de 1994) es un futbolista norirlandés. Juega de extremo y su equipo es el Kilmarnock F. C. de la Scottish Premiership.

## Trayectoria
Comenzó su carrera en el Kilmarnock F. C., y en 2012 fue vendido al Everton F. C. En su nuevo club fue enviado a préstamo a clubes ingleses y al Hibernian F. C., hasta que en febrero de 2015 fichó por el Cardiff City F. C. de la EFL Championship.
Tras cuatro temporadas en el fútbol inglés, regresó a Escocia en julio de 2018 firmando contrato en el St. Johnstone.
El 15 de enero de 2020 firmó con el Aberdeen F. C. de la Scottish Premiership.

## Selección nacional
Kennedy fue internacional en categorías inferiores por Escocia.
Debutó con la selección de Irlanda del Norte el 18 de noviembre de 2020 en el empate 1-1 contra Rumania por la Liga de Naciones de la UEFA.

## Clubes
| Club                              | País       | Año           |
| --------------------------------- | ---------- | ------------- |
| Kilmarnock F. C.                  | Escocia    | 2011-2012     |
| Everton F. C.                     | Inglaterra | 2012-2015     |
| Tranmere Rovers F. C. (cedido)    | Inglaterra | 2014          |
| Milton Keynes Dons F. C. (cedido) | Inglaterra | 2014          |
| Hibernian F. C. (cedido)          | Escocia    | 2014-2015     |
| Cardiff City F. C.                | Gales      | 2015-2018     |
| Port Vale F. C. (cedido)          | Inglaterra | 2016          |
| Plymouth Argyle F. C. (cedido)    | Inglaterra | 2017          |
| Portsmouth F. C. (cedido)         | Inglaterra | 2017-2018     |
| St. Johnstone F. C.               | Escocia    | 2018-2020     |
| Aberdeen F. C.                    | Escocia    | 2020-2023     |
| Kilmarnock F. C.                  | Escocia    | 2023-presente |

## Palmarés

### Títulos nacionales
| Título                        | Club             | País    | Año     |
| ----------------------------- | ---------------- | ------- | ------- |
| Copa de la Liga de Inglaterra | Kilmarnock F. C. | Escocia | 2011-12 |